# メカゴジラの逆襲
- ゴジラシリーズ > メカゴジラの逆襲
- 東宝チャンピオンまつり > メカゴジラの逆襲

『メカゴジラの逆襲』（メカゴジラのぎゃくしゅう）は、1975年（昭和50年）3月15日に公開された日本映画で、「ゴジラシリーズ」第15作。製作は東宝映像。カラー、シネマスコープ。略称は『メカ逆襲』『メカ逆』。監督は本多猪四郎、主演は佐々木勝彦。
観客動員数は97万人。

## 概要
前作『ゴジラ対メカゴジラ』で初登場して人気となったメカゴジラをメインタイトルに据え、再登場させた作品。前作では敵怪獣はメカゴジラのみで、さらにゴジラにはアンギラスやキングシーサーという味方怪獣もいたが、本作品では強化改造されたメカゴジラ2と新怪獣チタノザウルスの2体にゴジラが孤軍奮闘する図式で描かれる。物語も娯楽性の高かった前作に対し、孤独な科学者とその娘の悲劇を軸とした重厚で陰惨な人間ドラマとなっている。
ゴジラシリーズで、タイトルにゴジラ以外のキャラクターだけがフィーチャーされた唯一の作品である。公開当時のポスターなどでは、最新作メカゴジラ・シリーズ第2弾と銘打たれている。前作と併せてメカゴジラ関連の玩具やキャラクター商品も多数販売され、当時のメカゴジラの人気がうかがえる事例となっている。
当時のゴジラシリーズは作品が制作されるごとに子供向けのヒーロー路線をたどっていったが、特に本作品の「チタノザウルスに踏み潰されそうになる子供が、ゴジラに助けを求める」というシーンがそれを如実に表している。その要因として、監督の本多猪四郎は子供ファンから「悪者にされてゴジラがかわいそうだ」や「ヒーローのゴジラを観たい」との多数の意見があったことを、本作品の劇場パンフレットで挙げている。
2024年には4Kデジタルリマスター版が制作され、2025年1月31日から2月6日までゴジラ70周年記念企画「ゴジラ・シアター2025」にて上映された。

### 昭和ゴジラシリーズの終了
前述の通りメカゴジラ2自体は人気を集めたものの、その人気は観客動員に結び付かず、ゴジラシリーズ観客動員数のワースト記録である97万人を記録したため、東宝は莫大な製作費を必要とするゴジラシリーズを一時休止させることを決定し、本作品を最後に1954年公開の第1作『ゴジラ』から足かけ21年間続いた「昭和ゴジラシリーズ」は制作を一旦終了する。また、リバイバルの改訂版を除いて『東宝チャンピオンまつり』の最終作となった。製作の田中友幸は、次回作も予定していたが映画界の不況などにより実現しなかったと証言しており、制作条件の悪い中で中途半端なものを作るよりも一旦終わりにして改めて取り組むとの判断であったことを述べている。その後、映画『ゴジラの復活』が企画されるが難航し、紆余曲折を経て1984年に公開される『ゴジラ』まで、9年間の休止となった。
昭和シリーズでは最後であるが、時代設定では1968年の『怪獣総進撃』が近未来を舞台にしていることから、本作品から後の時代と解釈している書籍も存在する。

## ストーリー
ゴジラとキングシーサーに敗れ、海に沈んだメカゴジラの残骸を調査していた潜水艇「あかつき号」がチタノザウルスに襲われ、「恐龍」という言葉を残して消息を絶った。海洋研究所の一之瀬は乗組員の最期の言葉から、15年前に「自らが発見した恐龍を、自在にコントロールしてみせる」として学会から異端とにらまれ、学会を追われたのみならず人間社会からも迫害された生物学者の真船博士が関係あるのではないかと思い自宅を訪ねる。そこには娘である桂がおり「父（真船博士）は5年前に死んだ」と答え、追い返す。
諦め切れない一之瀬は大学や研究機関を訪れて真船博士の足跡をたどるうち、書庫の隅に紛れていたために処分を免れていた研究ノートを譲り受ける。それに書かれていた真船博士の唱えた説と研究に感銘を受けた一之瀬は桂のもとを再訪し、真船博士の説と研究の素晴らしさを直に伝える。これがきっかけとなり、一之瀬と桂は出会いを重ねるようになる。やがて2人は知らず知らずのうちに惹かれ合い、恋愛感情が芽生えていく。
遅すぎた理解者、社会からも迫害された研究者の娘――この2人の出会いが新たな災いの火種となることを、当の2人は知るよしもなかった。
ブラックホール第3惑星人は真船博士と手を組み、天城山中の秘密基地でメカゴジラを修復し、メカゴジラ2として蘇らせていた。彼らは恐龍コントロール装置実験中の爆発事故によって死亡した桂をサイボーグとして蘇らせて真船博士を術中にはめていた。そして桂をメカゴジラ2と同調させ、真船親子を追放した人間社会に対する怒りをそのままメカゴジラ2の怒りとして利用しようと目論む。
翌日、ゴジラは横須賀に上陸したチタノザウルスと戦うが、その尻尾の起こす強風に苦戦を強いられたうえ、桂の頭脳と一体化したメカゴジラ2まで現れたことから窮地におちいり、その新必殺兵器「回転ミサイル」によって生き埋めにされてしまう。一方、インターポールは真船博士の足跡を追い、ブラックホール第3惑星人の基地を突き止める。一之瀬は真船邸へ向かい、待ち構えていたブラックホール第3惑星人に捕まってしまうが、それでも一之瀬は桂を説得しようと奮闘する。「たとえサイボーグでも僕は君が好きだ」と桂への本当の愛を伝えた結果、彼女は自我を取り戻しメカゴジラ2を崩壊させるために自決する。生き埋めから復活したゴジラは機能停止したメカゴジラ2を放射熱線で破壊し、自衛隊の超音波装置によって弱体化したチタノザウルスも熱線で海に撃ち落とす。
一之瀬たちは桂の遺体を丘に寝かせると、戦いを終えて海へ去っていくゴジラを静かに見守るのだった。

## 登場人物
一之瀬 明（）
本作品の主人公。海洋開発研究所の生物学者。25歳。
インターポールからあかつき号沈没の調査を依頼され、チタノザウルスの存在に行き当たる。桂に好意を抱き、彼女がサイボーグと知ってもその気持ちは変わらなかった。

真船 桂（）
本作品のヒロイン。真船博士の娘。19歳。
恐龍コントロール装置の実験中の爆発事故で死亡するが、ブラックホール第3惑星人によりサイボーグとして蘇る。

真船 信三（）
学会を追放された理学博士。55歳。
海洋開発理論で世界中から注目を集めていたが、チタノザウルスを発見してそのコントロールを行うことを発表したことで追放され、世間を恨みながら15年を費やして恐龍コントロール装置を完成させる。しかし、同装置の実験中に娘の桂が死亡し、彼女を蘇生してもらう対価としてブラックホール第3惑星人に協力する。
- 設定などは、演者の平田昭彦が第1作『ゴジラ』で演じた芹沢博士のオマージュとされる。実際に平田は、芹沢の延長として演じたと述べている。監督の本多猪四郎は、真船のことを科学万能を過信して思い上がった人間の象徴として描いている。
- 真船邸のロケは、東京都立松沢病院にて行われた。

田川（）
国際警察東京支局署長。対ブラックホール第3惑星人の指揮を執る。

草刈（）
国際警察東京支局捜査官。
あかつき号で前作のメカゴジラの残骸を調査中にチタノザウルスに襲撃され、ブラックホール第3惑星人に捕らえられる。その後、天城山基地から脱出するが、山中で射殺されてしまう。

村越 二郎（）
インターポール捜査官。一之瀬の大学時代の先輩。射撃を得意とする。

山本 ユリ（）
海洋開発研究所助手。一之瀬に接近する桂を怪しむ。

若山 勇一（）
海洋開発研究所技術員。あかつき号や超音波発生装置の開発などを行った。

太田（）
海洋開発研究所所長。

中谷
あかつき1号艇長。

山下（）
天城山中の山小屋を修理していた人物。脱走した草刈と遭遇し、スペースチタニウムを託された。

## 登場キャラクター
ゴジラ

メカゴジラ（メカゴジラ2）

チタノザウルス

このほか、キングギドラ、ラドン、マンダが桂の多くの人々の命を奪う怪獣を回想するシーンに、キングシーサーがオープニングに、それぞれ過去の映像の流用で登場した。

### ブラックホール第3惑星人
前作でメカゴジラを操って地球征服を企んだ異星人。資料によっては大宇宙ブラックホール第三惑星人と表記している。本作品での素顔は前作でのサルではなくケロイド状となっているうえ、ユニフォームは前作と異なり、アンテナのようなものが付いたヘルメットを被っている。
ブラックホール第3惑星の破滅が近づいていることを地球侵略の理由としていることが、作中の台詞からうかがえる。いかなる失敗を犯した部下にも容赦なく鞭を振り下ろし、強制的に処刑することもある。自分たちが捕えた地球人については、他の地球人に自分たちの秘密が露呈しないよう、喉を潰したうえで強制労働をさせている。「あかつき1号」の乗組員と共に捕えられ、労働させられていたインターポール捜査官・草刈は逃走したために射殺されてしまうが、それに先んじて彼は下水道工事をしていた山下に偶然出会い、宇宙金属スペースチタニウムの欠片を渡していた。
天城山に地底基地を建造し、メカゴジラの残骸を改修してその2号機（メカゴジラ2）を建造する。それに先んじ、地球人に恨みを持つ真船博士を利用するべく近づいており、かつて事故死した彼の娘の桂をサイボーグとして再生することで信用を得ていたうえ、桂にメカゴジラ2のコントロールシステムを組み込み、メカゴジラ2をより完璧な存在にしようと目論んでいた。そして、真船博士の操る怪獣チタノザウルスと共にメカゴジラ2で横須賀への攻撃を手始めとして、地球侵略作戦を実行に移す。計画は当初こそうまく進み、両怪獣の猛攻で自衛隊とゴジラを徹底的に追い詰めるが、津田はその激闘の観戦中に一之瀬に絞殺され、真船博士はムガールの盾にされた結果、インターポール捜査官の村越に銃殺される。その後、メカゴジラ2の機能を停止させようと桂が自決し、自分たちも地球人を奪還された結果、メカゴジラ2とチタノザウルスが戦闘不能に陥り、計画は土壇場で頓挫する。ムガールは相模湾の海底に隠していた3機の円盤に乗って宇宙へ逃げようとするが、ゴジラの放射能火炎で円盤ごと撃墜される。
若かりし日の真船博士に接近して桂を再生するなど、前作と合わせて相当長期間、地球に潜入・活動していたことがうかがえる。ムガールも部下たちも地球人の原始的な文明や交通機関、東京の町並みの汚さを嘲笑しており、占領後の都市計画すら早くから用意している。真船博士には協力の見返りとして、占領・再開発後の「新しい東京1番地」に親子で暮らす豪邸を用意すると約束している。
ムガール
冷酷な2代目の指揮官（司令）。地球人に変装した顔が前作の黒沼とほぼ同じであるが、彼の左目尻に存在した痣は存在しない。

津田（）
ムガールの副官。真船博士に接近し、桂をサイボーグ化して博士の協力を取り付ける。
- 津田役の伊吹徹は、監督の本多から宇宙人であることは意識しなくていいと指示され、文化の異なる外国人のつもりで演じたという。髭は付け髭、ケロイド状の素顔は特殊メイクによる。

- 衣裳のヘルメットは、バイク用のものを改造している[102]。銃は前作のものと異なり、グリップ部は『怪獣大戦争』でのX星人の銃の型から作られた[102][103][注釈 11]。スーパーガイガー探知機のプロップは、『ゴジラ対メガロ』での伊吹邸のモニターを改造したもの[104]。
- DVD映像特典の「これがブラックホール第三惑星人だ!!」では、黒沼とムガールや前作に登場した柳川（R1号）が、俳優の睦五朗や草野大悟に酷似している点をムガール（声：倉敷保雄）が指摘している。

### サイボーグ少女・桂
チタノザウルスへ超音波を送る実験を行った際に事故死した桂が、その直後にブラックホール第3惑星人の手によってサイボーグへ改造手術された姿。
当初はチタノザウルスを操る目的のみで改造されたが、メカゴジラ2の完成と同時に再改造され、シンクロ機能を追加したコントロール装置を組み込まれる。人間に対して憎しみを抱いているが、一ノ瀬への愛情が芽生えた後はジレンマに陥る。最後は一之瀬の説得で自我を取り戻し、メカゴジラ2を機能停止させるために自決した。
- 脚本を手掛けた髙山由紀子は、執筆にあたって一番最初にイメージとして浮かんだのが桂の設定で、絶命するシーンまで構想できていたという[110]。
- 本公開時の宣材写真には、銀ラメの衣装を着けた桂がゴジラやチタノザウルスの横で鞭を手に構えているものが存在するが、劇中ではこのような鞭は使っていない[出典 28]。
- 桂を演じた藍とも子は本作品のオーディション当時、特撮テレビドラマ『ウルトラマンレオ』（TBS、円谷プロ）にMACの松木晴子隊員役で出演中であったため、MAC隊員服のままでオーディションを受けた[出典 29]。藍は笑わないことに最も気を遣ったほか、感情を込めないよう指導されたが場面によっては感情を入れなければならないこともあり、メリハリが難しかったと述懐している[100]。
- ゴジラシリーズにおいて、作り物ではあるが乳房を見せた初の女性でもある[106][注釈 12]。桂の手術シーンでは特殊造形による彼女の乳房が映る[出典 30]。その撮影時、藍は「照明の暖かさと撮影準備に時間がかかったこともあって寝入ってしまった」と語っており[出典 31]、胸のパーツについてはアフレコ時のラッシュ映像で初めて見たという[出典 32]。特技監督の中野昭慶は、当時のスタッフは予算がないからといって寄りのカットで逃げるのではなく手を抜かずちゃんと作っていたといい、サイボーグに性的なものを感じるのは「スケベ親父の勘ぐり」だと述べている[119]。高山は、このシーンのみを取り上げてポルノ扱いされたことに対する憤りを語っている[110]。なお、1955年6月に海上日出男による初の総天然色映画を予定していた検討用脚本『ゴジラの花嫁？』にも、同様のシーンが存在する[120]。

## 登場兵器・メカニック

### 架空
あかつき号
海洋開発研究所所属の海洋調査艇。海底調査用の音波測定器を搭載している。
1号は沖縄に沈んだメカゴジラの残骸を調査している最中にチタノザウルスに襲われ、沈没する。その後、チタノザウルスを調査するため、改良した音波測定器を搭載した2号が開発された。
- 最初の準備稿ではバラキューダという名前だった。
- デザインは美術助手の小村完が担当。小村は、映画『日本沈没』制作時に、潜水艇しんかい2000の取材にも参加しており、この時の経験が活かされているという。
- ミニチュアは、大中小3種類が制作された。ブリキ製の大中サイズは戸井田板金製作所が手掛けた。別の作品で全身銀色で使用されたが、2012年の「館長 庵野秀明特撮博物館 ミニチュアで見る昭和平成の技」では元の配色に塗り直したうえで展示された。

超音波発生装置
チタノザウルスが超音波に弱いことを知った海洋開発研究所のメンバーによって、開発された。M20スーパー・バズーカから発射する受信機と、海洋開発研究所のベル 205に搭載された発信機から構成される。ゴジラの劣勢中に完成して使用され、耐え切れなくなったチタノザウルスはコントロールを受け付けなくなってしまう。
- デザインは井上泰幸。

ブラックホール円盤（第三惑星人の円盤）
ブラックホール第3惑星人の宇宙船。真船邸の近海に3機が潜伏していた。
- ラストで登場する円盤は、40センチメートルサイズのミニチュアが作られた。劇場ポスターにはこの円盤ではなく、『怪獣大戦争』に登場したX星人の円盤が描かれている。

スーパーガイガー探知機
ブラックホール第3惑星人の基地に設置された放射能検知器。ゴジラの探知に用いられる。

### 実在
- 61式戦車[71][67]（61式中戦車[135]）
- M4A3E8中戦車[67]（M4A3E8シャーマン中戦車[135]）
- 1/4tトラック
- F-4EJ戦闘機[出典 38]（F-4EJ ファントムII[138][71]、F-4EJファントム[139]）
  - 機種の選定は特美内作班の長沼孝による[125]。ミニチュアは1/25スケールでバルサと朴製[132]。このミニチュアはその後も現存が確認されている[103][140]。そのほか、プラモデルを用いた1/32や1/48スケールのものも併用している[132]。
- ベル 204 UH-1中型ヘリコプター[141][134]（ベルUH1B[142]）[注釈 16]
- ミサイル護衛艦「あまつかぜ」
- おおすみ型輸送艦
- M20スーパー・バズーカ
- M1カービン
- コルトM1903

## キャスト
- 一之瀬明[出典 39]：佐々木勝彦
- 真船桂[出典 40]：藍とも子
- 真船博士[出典 41][注釈 17]：平田昭彦
- 田川[出典 42]：中丸忠雄
- ムガール隊長[出典 43]：睦五郎
- 草刈[出典 44]：大門正明
- 村越二郎[出典 45][注釈 8]：内田勝正
- 山本ユリ[出典 46]：麻里とも恵
- 津田[出典 47]：伊吹徹
- 若山勇一[出典 48]：六本木真
- 太田[出典 49][注釈 18]：富田浩太郎
- 真船家の老人[出典 50]：沢村いき雄
- 防衛隊司令[出典 51]：佐原健二
- 真鶴の漁師[146][157]：小川安三
- 中谷艇長[出典 52]：守田比呂也
- 宇宙人[出典 53]：鈴木和夫（宇宙人A[148][注釈 19]）、山田太郎
- 地球人労働者[出典 54][注釈 20]：広瀬正一
- あかつき1号乗組員[158][162][注釈 21]：鈴木治夫
- あかつき1号乗組員[158][注釈 22]：門脇三郎
- あかつき2号艇員[出典 55]：加藤茂雄
- あかつき1号乗組員[出典 56][注釈 23]：今井和夫
- 海洋開発研究所職員[39][162]：吉田静司
- 海洋開発研究所職員[158][162][注釈 24]：細井利雄
- 宇宙人[出典 57]：桐島好夫（宇宙人B[148]）、菊地正孝（宇宙人C[148]）
- 山下[出典 58]：石矢博
- 真鶴の漁師の妻[158][162]：東静子
- ゴジラ[出典 59]：河合徹
- メカゴジラ2[出典 59]：森一成
- チタノザウルス[出典 59]：二家本辰巳

### キャスト（ノンクレジット）
- 街の少年[出典 60]（ゴジラに助けを求める街の子供[167]）：梅津昭典
- 防衛隊幹部：熊谷卓三[77][168]
- 宇宙人[出典 61]：西原純、由起卓也[出典 62]
- 写真の学者：榊田敬二[171]、夏木順平[172]、草間璋夫[173]

## スタッフ
参照
- 製作：東宝映像株式会社
- 製作：田中友幸
- 脚本：髙山由紀子
- 撮影：富岡素敬
- 美術：本多好文
- 録音：矢野口文雄
- 照明：高島利雄
- 音楽：伊福部昭
- 整音：東宝録音センター
- 効果：東宝効果集団
- 監督助手：山下賢章
- 編集：黒岩義民
- スチール：田中一清
- 協力製作：所健二
- 製作担当者：篠田啓助
- 現像：東京現像所
- 特殊技術
  - 美術：青木利郎、小村完
  - 合成：三瓶一信
  - 監督助手：田淵吉男
  - 光学撮影：真野田嘉一
  - 光学作画：石井義雄
  - 操演：松本光司
  - 特殊効果：渡辺忠昭
- 特技監督[注釈 25]：中野昭慶
- 監督：本多猪四郎

### スタッフ（ノンクレジット）
- 配給：東宝株式会社[12]
- 監督助手：浅田英一[125]
- 特殊技術
  - 怪獣デザイン：井口昭彦[125]
  - 造形：安丸信行、村瀬継蔵[要出典]
  - 造形助手：小林知己[要出典]
  - 操演助手：小川誠[125]

## 製作
主役であるゴジラの活躍シーンよりも、敵役であるメカゴジラ2とチタノザウルスが街を襲撃するシーンなどが目立っており、ゴジラは若干影が薄い存在となっている。これらは当時、怪獣映画が斜陽期に差しかかっていたことを象徴している。本作品が公開された1975年は洋画が邦画を興行収入で超えた年であり、怪獣ブームも海外のSF映画の影響によって下火になり始める。一方、本作品では田中友幸が観客動員を増やそうと、大人向きに「初期のゴジラシリーズの雰囲気」を再度描くことを試みた。そのため、リアリティを追求する本多が監督に復帰しており、サイボーグ少女・桂の人間としての感情と冷たい機械の挟間での葛藤が盛り込まれるなど、全体的に重い人間ドラマの部分を強調した作劇がなされた。特技監督の中野昭慶は、シリアスなSF映画としてのゴジラという点は、後の平成ゴジラシリーズの原型であったと評している。
本多による特撮映画の監督は、『ゲゾラ・ガニメ・カメーバ 決戦!南海の大怪獣』以来5年ぶりである。中野によれば、当初は本多が監督する予定ではなかったが、原点回帰のために彼が起用されたという。本多は本作品を最後に映画監督を引退し、その後はゴルフ場にて再会した黒澤明の勧めで『影武者』以降の黒澤映画の演出補佐として、活躍の舞台を移すことになる。資料によっては、本作品を本多の遺作としている。本作品で初めて本多と組んだ特技監督の中野昭慶は、カメラアングルに細心の注意を払うなどかなり気を遣ったといい、助監督の浅田英一は、スタッフの間には往年の本多作品のような重厚なゴジラ映画を作ろうという意識があったと証言している。
脚本はシナリオ学校の学生を対象としたコンペによって髙山由紀子のものが選ばれ、本作品はシリーズで初めて主要スタッフに女性が加わる作品となった。高山によれば、コンペの時点でタイトルは決定していたという。高山は、初期のゴジラをイメージしており、子供向けであることは意識していなかったと述べている。高山が本作品の執筆にあたって参考としたのは、第1作『ゴジラ』のみであったという。
本編班と特撮班に分けずに一班体制での制作が行われ、円谷組の特撮カメラマンだった富岡素敬が本編のカメラマンを兼任している。特撮面では、予算不足から前作ではほとんど描かれなかった都市破壊シーンが復活し、本多の監督した巨大怪獣映画では恒例とされる群衆の避難シーンも描写された。特殊効果助手の関山和昭によれば、通常はビルの爆破シーンには石膏製のミニチュアを用いるが、本作品では数を稼ぐため半数近くが木製であるという。
自衛隊の出動や怪獣との交戦シーンも復活したが、メーサー光線車などのいわゆる「超兵器」の類はほとんど登場しない。架空の兵器としては対チタノザウルス用の超音波発信器が登場するが、その搭載先は深海探査艇やヘリコプターなど、実在する機体またはそれをモデルとした機材となっている。
キャスティングでは、前作に引き続き平田昭彦が出演しているが、前作の宮島博士や第1作『ゴジラ』の芹沢博士とは対極に位置するマッドサイエンティスト的な役柄となっている。平田は、本作品を子供のアイドルになって堕落したゴジラから第1作『ゴジラ』の原点に還った作品だと理解し、一生懸命演じたと述べている。平田は公開当時47歳であったが、回想シーン以外では実年齢以上に老けたメイクを施している。娘役で共演した藍とも子によれば、役作り上笑えなかった彼女を気遣ってか「メイクが崩れるために自分も笑えない」と、冗談めかして話していたという。そのほかにも、前作から続投している俳優が多いが、いずれも別人の役である。
劇中音楽は、第1作ほか数多くのゴジラシリーズ作品を担当した伊福部昭が担当し、第1作『ゴジラ』のメインタイトルに使用されたメロディが、編曲・再録音を経て本作品で再びゴジラのテーマ曲として使われている。これについて伊福部のファンサービスであると評する向きもあるが、協力製作の所健二によれば、伊福部は過去の曲を流用することについて「手抜きをしたように思われる」として難色を示し、説得に苦慮したという。

## 映像ソフト
- VHS 品番 TG1155[22][2]。
  - 1992年7月1日に廉価版発売[193]。品番 TG4358[194][180]。
- LD TLL2089[2]、TLL2229[180]
  - 1989年11月21日に再発売[195]。
- DVDは前作『ゴジラ対メカゴジラ』とともに2002年11月21日に発売された[195]。オーディオコメンタリーは富岡素敬[195]。字幕表示では、オリジナルの表現に含まれる差別用語の部分を使わないよう配慮され、真船博士の「私をキチガイ扱い……」という台詞が「私のことを信じず……」に変えられている。[独自研究?]
  - 2005年4月22日発売の「GODZILLA FINAL BOX」に収録されている[196]。
  - 2008年3月28日発売のトールケース版「ゴジラ DVDコレクションIII」に収録されており、単品版も同時発売された[197]。
  - 2014年5月14日には「ゴジラ60周年記念」として期間限定の廉価版が発売された[156]。
  - 2016年6月15日、東宝DVD名作セレクション版発売[172]。
- BDは2014年7月16日に発売された[198]。

## 同時上映
- 『サザエさん』[199][38]
- 『アルプスの少女ハイジ』[38]
- 『はじめ人間ギャートルズ』[38]
- 『アグネスからの贈りもの』[199][38]
- 『新八犬伝』[199][38]

## 日本国外展開
アメリカでは、1978年にUPAの手で89分のテレビ映画として配給された。英語の吹き替えは東宝によるもので、香港にて録音された。桂の乳房（本物ではない。詳細は#サイボーグ少女・桂を参照。）が写るシーンがカットされたほか、過去作品の映像で構成されたダイジェストが追加された。その後、ボブ・コーン・エンタープライズ (Bob Conn Enterprises) によって劇場公開されたが、子供向けにしようと考えた同社がPG指定を懸念し、拳銃が写るシーンもすべてカットされ、79分に編集されている。劇場公開は巡業形式で行われ、各地の映画館で数日間のみ上映が行われた。テレビ放映時のタイトルは『TERROR of MECHAGODZILLA』、劇場公開時は『TERROR of GODZILLA』。1984年以降はテレビ放送の際にも劇場公開版が用いられ、その後にリリースされたVHSにも劇場公開版が収録されていた。

## 漫画作品
- 公開に合わせ、古城武司によって『月刊少年チャンピオン』で読み切り漫画が掲載された[202][203]。
- 1984年から1985年に秋田書店「MOVIEコミックス」よりフィルムコミックが発売された[204]。

## 関連作品
オールスター90分（フジテレビ）
本作品が公開された1975年3月15日放送分に、本作品宣伝を兼ねて着ぐるみのゴジラが出演した。
土曜トップスペシャル（日本テレビ）
前身の『土曜スペシャル』時代の1979年12月22日放送分で本作品を放送。
小説『小学生にもデキること！ 超誕！Jオオカミ団』2012年 蕪木統文（一迅社文庫）
劇中で登場人物が本作品のDVDを鑑賞する場面がある。